# Canton de Levroux
Le canton de Levroux est une circonscription électorale française située dans le département de l'Indre, en région Centre-Val de Loire.
À la suite du redécoupage cantonal de 2014, les limites territoriales du canton sont remaniées. Le nombre de communes du canton passe de 13 à 36, puis 34, et aujourd'hui 33.

## Histoire
Le canton fut créé le 15 février 1790. En 1801,, une modification est intervenue.
Lors de la seconde guerre mondiale, les résistants du maquis de ce canton rejoignent le bataillon Comte.
Le décret du 18 février 2014, divise par deux le nombre de cantons dans l'Indre. La mise en application a été effective aux élections départementales de mars 2015.
Le canton de Levroux est conservé et s'agrandit grâce à la fusion avec le canton de Vatan. Il passe de 13 à 36 communes. Le bureau centralisateur est situé à Levroux.
Lors de ce même décret, les communes de La Champenoise, Diou, Lizeray, Paudy, Reuilly, Saint-Aoustrille, Saint-Valentin et Sainte-Lizaigne dépendaient avant du canton d'Issoudun-Nord, elles sont a présent rattachées à celui de Levroux.
Le 1er janvier 2016 plusieurs communes fusionnent :
- Villers-les-Ormes avec Saint-Maur donne la commune nouvelle de Saint-Maur (canton de Buzançais) ;
- Levroux et Saint-Martin-de-Lamps donne la commune nouvelle de Levroux.

Le 1er janvier 2019, Saint-Pierre-de-Lamps rejoint la commune nouvelle de Levroux.

## Géographie
Ce canton est organisé autour de la commune de Levroux. Il est inclus dans les arrondissements d'Issoudun (22 communes) et de Châteauroux (11 communes), et se situe du centre au nord-nord-est du département.
Son altitude varie de 97 m (Buxeuil) à 222 m (Brion).
Le canton dépend le la deuxième circonscriptions législatives de l'Indre.

## Représentation

### Conseillers généraux de 1833 à 2015
| Période                                  | Période   | Identité                                                                 | Étiquette                | Qualité |
| ---------------------------------------- | --------- | ------------------------------------------------------------------------ | ------------------------ | --- |
| 1833                                     | 1863      | Léon-Formose Marquis de Barbançois                                       | Droite                   | Sénateur de l'Indre (1852-1863) Député de l'Indre (1849-1851) Propriétaire à Villegongis                                                            |
| 1863                                     | 1871      | Marquis Hélion de Barbançois-Villegongis (1821-1901) (fils du précédent) | ?                        | Ancien chef d'escadron de Villegongis |
| 1871                                     | 1886      | Paul Dufour                                                              | Droite Bonapartiste      | Député de l'Indre (1876-1877 et 1885-1889) Propriétaire à Châteauroux                                                                               |
| 1886                                     | 1892      | Henri Dufour,                                                            | Droite                   | Propriétaire du château de Bouges |
| 1892                                     | 1898      | Jean-Baptiste Guérineau (1837-1898)                                      | Républicain              | Maire de Levroux (1888-1898) Médecin |
| 1898                                     | 1900,     | Louis Julien Cullère                                                     | Républicain              | Maire de Levroux (1898-1900) Médecin |
| 1900                                     | 1910      | Henri Dufour                                                             | Républicain Libéral      | Propriétaire du château de Bouges |
| 1910                                     | 1914      | Charles de Barbançois                                                    | Républicain Progressiste | Député de l'Indre (1905-1906) Maire de Villegongis                                                                                                  |
| 1914                                     | 1919      | siège vacant                                                             | -                        | - |
| 1919                                     | 1928      | Eugène Bougault-Fauchais                                                 | Radical                  | Professeur de collège et écrivain, Brion |
| 1928                                     | 1940      | Guillaume d'Ornano (1894-1985)                                           | RG                       | Conseiller départemental en 1942 Maire de Moulins-sur-Céphons (1925-1944) Industriel, créateur des parfums Lancôme                                  |
|                                          |           |                                                                          |                          | |
| 1945                                     | 1951      | Louis Gauvin (1891-1963)                                                 | Radical                  | Maire de Levroux Horloger, bijoutier, orfèvre Juste parmi les nations                                                                               |
| 1951                                     | mars 1964 | Marcel Bouillon (1892-1967)                                              | DVD                      | Maire de Levroux Notaire |
| mars 1964                                | mars 1970 | Louis Deschizeaux                                                        | SFIO                     | Député de l'Indre (1958-1967) Maire de Châteauroux (1935-1942 et 1959-1967) Ancien conseiller général du Canton d'Ardentes (1934-1940) Publicitaire |
| mars 1970                                | mars 2001 | François Gerbaud                                                         | UDR puis RPR             | Sénateur de l'Indre (1989-2008) Député de l'Indre (1967-1973) Maire de Bouges-le-Château (1983-2010) Journaliste                                    |
| mars 2001                                | mars 2015 | Michel Brun,                                                             | RPR puis UMP             | Adjoint au maire de Levroux Exploitant agricole |
| Les données manquantes sont à compléter. |           |                                                                          |                          | |

### Conseillers d'arrondissement (de 1833 à 1940)
| Période                                  | Période          | Identité                            | Étiquette   | Qualité |
| ---------------------------------------- | ---------------- | ----------------------------------- | ----------- | --- |
| 1833                                     | 1848             | Jean Baptiste Trotignon-Desvarennes |             | Médecin à Levroux                                                                                           |
|                                          |                  |                                     |             | |
|                                          | 1894 (démission) | Charles Curel                       |             | Propriétaire à Levroux                                                                                      |
| 1895                                     |                  | G. Richard                          | Républicain | |
|                                          |                  |                                     |             | |
| 1925                                     | 1933 (démission) | Daniel Bourbon (1891-1967)          |             | Vétérinaire à Levroux, nommé Directeur des services vétérinaires de la Vienne en 1933                       |
| 1933                                     | 1940             | M. Benoit                           | RG-PSF      | |
| 1940                                     |                  |                                     |             | Les conseils d'arrondissement ont été suspendus par la loi du 12 octobre 1940 et n'ont jamais été réactivés |
| Les données manquantes sont à compléter. |                  |                                     |             | |

### Conseillers départementaux à partir de 2015
| Période élective | Période élective | Mandat       | Mandat        | Identité            | Nuance | Nuance | Qualité |
| ---------------- | ---------------- | ------------ | ------------- | ------------------- | ------ | ------ | --- |
| 2015             | 2021             | 2015         | 28 juin 2019, | Michel Brun         |        | LR     | Adjoint au maire de Levroux Président de la communauté de communes de la Région de Levroux Exploitant agricole                                                            |
| 2015             | 2021             | 2015         | 2021          | Nadine Bellurot     |        | LR     | Vice-présidente du conseil départemental de l'Indre Inspectrice générale au ministère de l’Écologie Maire de Reuilly de 2014 à 2020 Sénatrice depuis le 27 septembre 2020 |
| 2015             | 2021             | 29 juin 2019 | 2021          | Eric Van Remoortere |        | LR     | Agriculteur et éleveur Maire de Reboursin |
| 2021             | 2028             | 2021         | en cours      | Nadine Bellurot     |        | LR     | Conseillère sortante |
| 2021             | 2028             | 2021         | en cours      | Philippe Métivier   |        | LR     | Directeur commercial, maire de Vatan |

### Résultats électoraux

#### Cantonales de 2001
Élections cantonales de 2001 : Michel Brun (RPR) est élu au 1er tour avec 58,78 % des suffrages exprimés, devant Jean Lamardelle (PS) (27,18 %), Jean Deirmendjian (FN) (5,55 %) et Christine Delhomme (PCF) (4,11 %). Le taux de participation est de 74,83 % (4 504 votants sur 6 019 inscrits).

#### Cantonales de 2008
Élections cantonales de 2008 : Michel Brun (UMP) est élu au 1er tour avec 71,34 % des suffrages exprimés, devant Régis Nivet (PCF) (22,49 %) et Christophe Lavenue (FN) (6,17 %). Le taux de participation est de 75,18 % (4 471 votants sur 5 947 inscrits).

#### Départementales de 2015
À l'issue du 1er tour des élections départementales de 2015, deux binômes sont en ballottage : Nadine Bellurot et Michel Brun (Union de la Droite, 44,12 %) et Catherine Cauzeret et Michel Rodier (FN, 26,37 %). Le taux de participation est de 56,51 % (7 491 votants sur 13 256 inscrits) contre 53,14 % au niveau départemental et 50,17 % au niveau national.
Au second tour, Nadine Bellurot et Michel Brun (Union de la Droite) sont élus avec 68,27 % des suffrages exprimés et un taux de participation de 55,99 % (4 519 voix pour 7 422 votants et 13 256 inscrits).

#### Élections de juin 2021
Le premier tour des élections départementales de 2021 est marqué par un très faible taux de participation (33,26 % au niveau national). Dans le canton de Levroux, ce taux de participation est de 40,01 % (5 241 votants sur 13 098 inscrits) contre 35,86 % au niveau départemental. À l'issue de ce premier tour, deux binômes sont en ballottage : Nadine Bellurot et Philippe Metivier (DVD, 55,52 %) et Didier Cissé et Brigitte Varin (RN, 22,25 %).
Le second tour des élections est marqué une nouvelle fois par une abstention massive équivalente au premier tour. Les taux de participation sont de 34,36 % au niveau national, 35,86 % dans le département et 39,23 % dans le canton de Levroux. Nadine Bellurot et Philippe Metivier (DVD) sont élus avec 74,78 % des suffrages exprimés (3 466 voix pour 5 139 votants et 13 100 inscrits),,.

## Composition

### Composition avant 2015

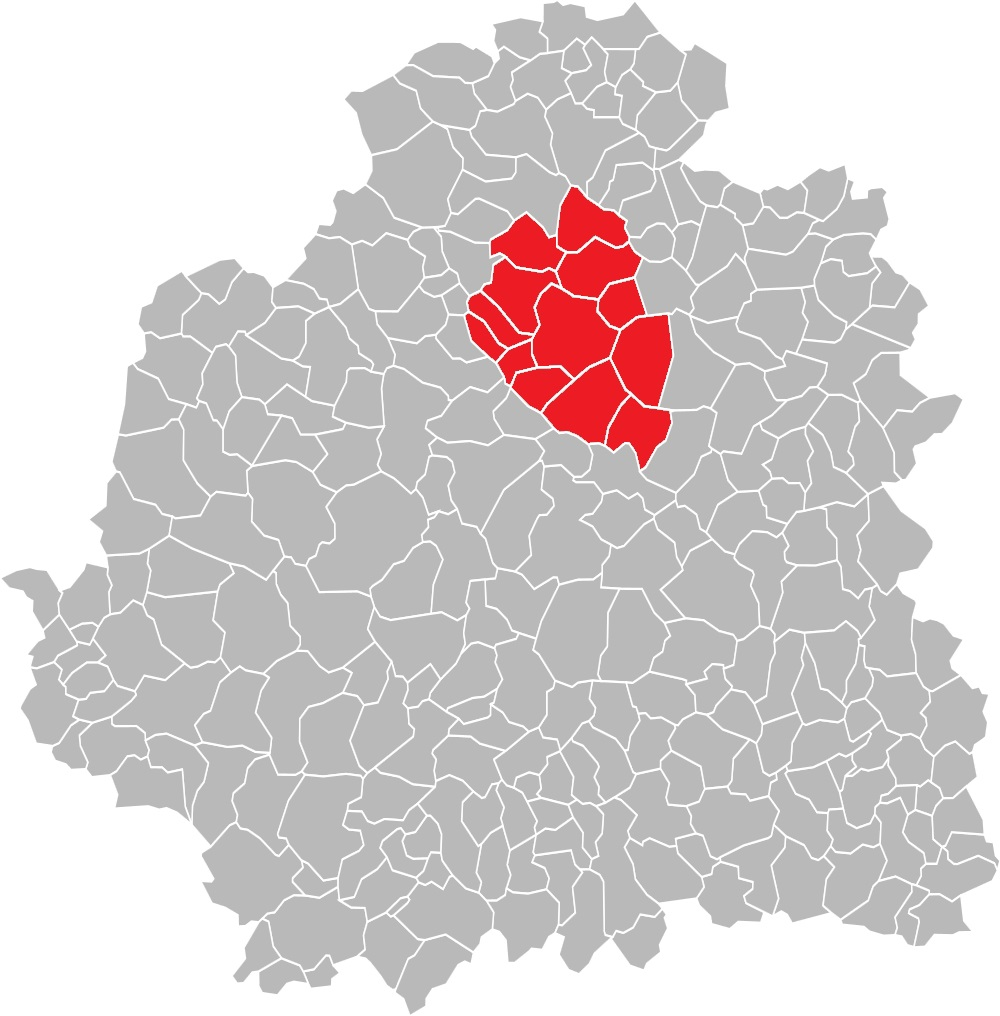
Situation du canton de Levroux, dans le département de l'Indre, de 1790 à mars 2015.

Le canton de Levroux, d'une superficie de 372,23 km2, était composé de treize communes.
| Nom                   | Code Insee | Codepostal | Superficie (km2) | Population (dernière pop. légale) | Densité (hab./km2) |
| --------------------- | ---------- | ---------- | ---------------- | --------------------------------- | ------------------ |
| Levroux (chef-lieu)   | 36093      | 36110      | 56,43            | 2 826 (2012)                      | 50                 |
| Baudres               | 36013      | 36110      | 27,40            | 462 (2012)                        | 17                 |
| Bouges-le-Château     | 36023      | 36110      | 34,77            | 286 (2012)                        | 8,2                |
| Bretagne              | 36024      | 36110      | 18,36            | 150 (2012)                        | 8,2                |
| Brion                 | 36026      | 36110      | 44,20            | 510 (2012)                        | 12                 |
| Coings                | 36057      | 36130      | 29,33            | 813 (2012)                        | 28                 |
| Francillon            | 36079      | 36110      | 10,27            | 71 (2012)                         | 6,9                |
| Moulins-sur-Céphons   | 36135      | 36110      | 32,17            | 318 (2012)                        | 9,9                |
| Rouvres-les-Bois      | 36175      | 36110      | 30,85            | 312 (2012)                        | 10                 |
| Saint-Martin-de-Lamps | 36201      | 36110      | 15,61            | 173 (2012)                        | 11                 |
| Saint-Pierre-de-Lamps | 36206      | 36110      | 10,28            | 48 (2012)                         | 4,7                |
| Villegongis           | 36242      | 36110      | 18,15            | 133 (2012)                        | 7,3                |
| Vineuil               | 36247      | 36110      | 44,41            | 1 228 (2012)                      | 28                 |

### Composition après 2015
Le canton de Levroux, d'une superficie de 861,12 km2, était composé de trente-six communes entières à sa création.
À la suite de la création de communes nouvelles, il est composé de trente-trois communes entières et une fraction.
| Nom                             | Code Insee | Intercommunalité           | Superficie (km2) | Population (dernière pop. légale)            | Densité (hab./km2) | Modifier                                    |
| ------------------------------- | ---------- | -------------------------- | ---------------- | -------------------------------------------- | ------------------ | ------------------------------------------- |
| Levroux (bureau centralisateur) | 36093      | CC de la Région de Levroux | 82,32            | 2 802 (2022)                                 | 34                 | modifier les données · modifier les données |
| Aize                            | 36002      | CC Champagne Boischauts    | 17,07            | 116 (2022)                                   | 6,8                | modifier les données · modifier les données |
| Baudres                         | 36013      | CC de la Région de Levroux | 27,40            | 400 (2022)                                   | 15                 | modifier les données · modifier les données |
| Bouges-le-Château               | 36023      | CC de la Région de Levroux | 34,77            | 264 (2022)                                   | 7,6                | modifier les données · modifier les données |
| Bretagne                        | 36024      | CC de la Région de Levroux | 18,36            | 122 (2022)                                   | 6,6                | modifier les données · modifier les données |
| Brion                           | 36026      | CC de la Région de Levroux | 44,20            | 595 (2022)                                   | 13                 | modifier les données · modifier les données |
| Buxeuil                         | 36029      | CC Champagne Boischauts    | 19,75            | 221 (2022)                                   | 11                 | modifier les données · modifier les données |
| La Champenoise                  | 36037      | CC Champagne Boischauts    | 44,34            | 305 (2022)                                   | 6,9                | modifier les données · modifier les données |
| La Chapelle-Saint-Laurian       | 36041      | CC Champagne Boischauts    | 9,82             | 136 (2022)                                   | 14                 | modifier les données · modifier les données |
| Coings                          | 36057      | CA Châteauroux Métropole   | 29,33            | 903 (2022)                                   | 31                 | modifier les données · modifier les données |
| Diou                            | 36065      | CC du Pays d'Issoudun      | 16,39            | 259 (2022)                                   | 16                 | modifier les données · modifier les données |
| Fontenay                        | 36075      | CC Champagne Boischauts    | 12,33            | 77 (2022)                                    | 6,2                | modifier les données · modifier les données |
| Francillon                      | 36079      | CC de la Région de Levroux | 10,27            | 76 (2022)                                    | 7,4                | modifier les données · modifier les données |
| Giroux                          | 36083      | CC Champagne Boischauts    | 23,48            | 121 (2022)                                   | 5,2                | modifier les données · modifier les données |
| Guilly                          | 36085      | CC Champagne Boischauts    | 20,64            | 239 (2022)                                   | 12                 | modifier les données · modifier les données |
| Liniez                          | 36097      | CC Champagne Boischauts    | 26,94            | 324 (2022)                                   | 12                 | modifier les données · modifier les données |
| Lizeray                         | 36098      | CC Champagne Boischauts    | 35,41            | 83 (2022)                                    | 2,3                | modifier les données · modifier les données |
| Luçay-le-Libre                  | 36102      | CC Champagne Boischauts    | 11,85            | 105 (2022)                                   | 8,9                | modifier les données · modifier les données |
| Ménétréols-sous-Vatan           | 36116      | CC Champagne Boischauts    | 27,83            | 117 (2022)                                   | 4,2                | modifier les données · modifier les données |
| Meunet-sur-Vatan                | 36122      | CC Champagne Boischauts    | 12,47            | 196 (2022)                                   | 16                 | modifier les données · modifier les données |
| Moulins-sur-Céphons             | 36135      | CC de la Région de Levroux | 32,17            | 277 (2022)                                   | 8,6                | modifier les données · modifier les données |
| Paudy                           | 36152      | CC du Pays d'Issoudun      | 30,28            | 437 (2022)                                   | 14                 | modifier les données · modifier les données |
| Reboursin                       | 36170      | CC Champagne Boischauts    | 12,72            | 104 (2022)                                   | 8,2                | modifier les données · modifier les données |
| Reuilly                         | 36171      | CC du Pays d'Issoudun      | 25,80            | 2 009 (2022)                                 | 78                 | modifier les données · modifier les données |
| Rouvres-les-Bois                | 36175      | CC de la Région de Levroux | 30,85            | 278 (2022)                                   | 9,0                | modifier les données · modifier les données |
| Saint-Aoustrille                | 36179      | CC Champagne Boischauts    | 19,47            | 211 (2022)                                   | 11                 | modifier les données · modifier les données |
| Saint-Florentin                 | 36191      | CC Champagne Boischauts    | 15,95            | 508 (2022)                                   | 32                 | modifier les données · modifier les données |
| Saint-Maur                      | 36202      | CA Châteauroux Métropole   | 87,91            | Fraction : 444 (2022) Commune : 3 589 (2022) | 41                 | modifier les données · modifier les données |
| Saint-Pierre-de-Jards           | 36205      | CC Champagne Boischauts    | 18,01            | 98 (2022)                                    | 5,4                | modifier les données · modifier les données |
| Saint-Valentin                  | 36209      | CC Champagne Boischauts    | 24,90            | 263 (2022)                                   | 11                 | modifier les données · modifier les données |
| Sainte-Lizaigne                 | 36199      | CC du Pays d'Issoudun      | 26,36            | 1 109 (2022)                                 | 42                 | modifier les données · modifier les données |
| Vatan                           | 36230      | CC Champagne Boischauts    | 29,80            | 1 959 (2022)                                 | 66                 | modifier les données · modifier les données |
| Villegongis                     | 36242      | CC de la Région de Levroux | 18,15            | 103 (2022)                                   | 5,7                | modifier les données · modifier les données |
| Vineuil                         | 36247      | CC de la Région de Levroux | 44,41            | 1 245 (2022)                                 | 28                 | modifier les données · modifier les données |
| Canton de Levroux               | 3610       |                            |                  | 16 506 (2022)                                |                    | modifier les données                        |

## Démographie

### Démographie avant 2015
| 1962  | 1968  | 1975  | 1982  | 1990  | 1999  | 2006  | 2011  | 2012  |
| ----- | ----- | ----- | ----- | ----- | ----- | ----- | ----- | ----- |
| 8 839 | 8 075 | 7 569 | 7 795 | 7 549 | 7 182 | 7 269 | 7 354 | 7 330 |

### Démographie depuis 2015
En 2022, le canton comptait 16 506 habitants, en évolution de −2,53 % par rapport à 2016 (Indre : −3 %, France hors Mayotte : +2,11 %).
| 2013   | 2018   | 2022   |
| ------ | ------ | ------ |
| 17 138 | 16 802 | 16 506 |